# 「10年後の8月…」ZONE復活しまっSHOW!!〜同窓会だよ全員集合!〜
『「10年後の8月…」ZONE復活しまっSHOW!!〜同窓会だよ全員集合!〜』（ジュウねんごのハチがつ・ゾーンふっかつしまっショウ・どうそうかいだよぜんいんしゅうごう）は、日本のガールズロックバンド・ZONEの7作目の映像作品。

## 内容
前作『ZONE BEST MEMORIAL CLIPS』から5年7ヶ月ぶり、ライブビデオとしては前作『ZONE FINAL in 日本武道館 2005/04/01〜心を込めてありがとう〜』から6年6ヶ月ぶりの映像作品。
映像作品としては初の2枚組となっており、2011年8月14日と8月15日に赤坂BLITZで開催された『「10年後の8月…」ZONE復活しまっSHOW‼︎〜同窓会だよ全員集合!〜』の両日の公演模様と公演のオフショット映像がディスク分けされて収録されている。
2枚組からなるDVD規格の初回生産限定盤と通常盤、Blu-ray規格の通常盤の3形態で発売された。DVD規格の初回生産限定盤とBlu-ray規格の通常盤は特製メモリアルアルバムジャケット仕様で、特典として本編に加えて「約束〜August, 10years later〜」のミュージック・ビデオとオフショット映像が追加収録された。また、DVD規格の初回生産限定盤のみの特典として50ページからなるライブ写真集が同梱された。

## 収録映像曲

### Disc 1
本編
1. オープニング映像
2. GOOD DAYS
3. 夢ノカケラ…
4. 証
5. ROCKING
TOMOKAのソロボーカル曲。
6. 夢への足跡
TOMOKAのソロボーカルによる未発表曲。
7. 空想と現実の夜明け
TOMOKAのソロボーカル曲。
8. REAL
MIYUのソロボーカル曲。
9. Lips
MIYUのソロボーカル曲。
10. Just 4 your Luv〜ひとりぼっちの月〜snowy love
長瀬実夕名義のソロボーカル曲。
11. Crazy
MIYUのソロボーカル曲。
12. Love Game
この楽曲から4曲はMAIKOが結成したロックバンド・Jack & Queenによる楽曲。
13. YES or NO
14. さらりーまん
15. GOOD SHOW
16. H・A・N・A・B・I〜君がいた夏〜
17. true blue
18. glory colors 〜風のトビラ〜
19. 笑顔日和
20. secret base〜君がくれたもの〜

アンコール
1. 世界のほんの片隅から
2. 一緒にいたかった

ダブルアンコール
1. 約束〜August, 10years later〜

### Disc 2
本編
1. secret base〜君がくれたもの〜
2. 夢ノカケラ…
3. 証
4. Love Game
5. YES or NO
6. さらりーまん
7. GOOD SHOW
8. ROCKING
9. 夢への足跡
10. 空想と現実の夜明け
11. Just 4 your Luv〜ひとりぼっちの月〜snowy love
12. Crazy
13. Lips
14. REAL
15. 恋々…
16. 世界のほんの片隅から
17. H・A・N・A・B・I〜君がいた夏〜
18. true blue
19. 笑顔日和
20. glory colors 〜風のトビラ〜

アンコール
1. Once Again
2. アルバム

ダブルアンコール
1. 一緒にいたかった
2. 約束〜August, 10years later〜

## 参加ミュージシャン
ZONE
- MIYU：Vocal & Guitar
- MAIKO：Vocal & Bass
- TOMOKA：Vocal & Guitar

Support Member
- TomoKEY：Drums

Jack & Queen
- MAIKO：Vocal
- TEPPEI：Guitar
- GINJI：Bass

Ring
- SACHI：Dancer
- RENA：Dancer